# Diedrichshagen (Kröpelin)
Diedrichshagen ist ein Ortsteil der Stadt Kröpelin im Landkreis Rostock in Mecklenburg-Vorpommern.

## Geografie und Verkehrsanbindung
Diedrichshagen liegt nordwestlich des Kernortes Kröpelin. Östlich verläuft die Landesstraße L 11 und weiter südlich die B 105.
Unweit entfernt nördlich liegt der Diedrichshagener Berg, mit 129,8 m ü. NHN die höchste Erhebung im bewaldeten Höhenzug Kühlung.